# Selen

Stamgebied van de Selen ca. 1200

De Selen of Selonen (Lets: Sēļi) waren een Baltische stam die tot de 15e eeuw in Selië, in het huidige Zuidoost-Letland en Noordoost-Litouwen leefde. Ze spraken de Oost-Baltische Selische taal en zijn uiteindelijk opgegaan in de etnogenese van de moderne Letten en Litouwers.
De term "Selen" komt waarschijnlijk van de Duitse aanpassing van de Lijfse naam "Hooglanders". In het Lets wordt de regio ook wel Augšzeme of Hoogland genoemd. Dit leidt tot de hypothese dat de Letse Selen en Litouwse Aukštaitiers tot hetzelfde volk behoorden.

## Geschiedenis
Er is weinig bekend over de Selen. Er is weinig archeologisch bewijsmateriaal en in historische bronnen wordt het gebied vaak omschreven als een "dunbevolkt land". Geschreven bronnen vermelden de Selen slechts enkele malen.
Archeologische gegevens laten de Selen terug vervolgen tot de vroege middeleeuwen, toen zij aan beide zijden van de Westelijke Dvina leefden. Maar vanaf de 6-7e eeuw kan men hun nederzettingen alleen op de linkeroever van de rivier terugvinden.
De Selische cultuur was sterk beïnvloed door de Letgallen. De Selische en Letgaalse begrafenistradities tonen weinig verschil. 
De Kroniek van Hendrik van Lijfland vermeldt de Selen aan het begin van de 13e eeuw, toen zij veroverd en gedoopt werden. De auteur van de kroniek beschrijft hen als Litouwse bondgenoten. Hun land was onderworpen aan de Letgaalse vorstendommen Jersika en Koknese, welke op hun beurt vazallen van het vorstendom Polotsk waren. De zuidelijke gebieden werden echter geregeerd door Litouwse vorsten.
In 1207 belegerde de Duitse Orde van de Zwaardbroeders samen met hun Lijfse en Letgaalse bondgenoten Sēlpils, de belangrijkste vesting van de Selen. Reden voor de aanval waren Duitse beweringen dat Sēlpils werd gebruikt als uitvalsbasis voor Litouwse strooptochten in Lijfland. Na een lange belegering stemden de Selen in met de doop en Duitse overheersing. 
De Selen werden het laatst in geschreven bronnen vermeld in de 15e eeuw.